# Компсогнатус
Компсогна́т (грец. κομψός — «елегантний», «витончений» та грец. γνάθος — «щелепа») — рід маленьких двоногих динозаврів-хижаків. Представники єдиного виду цього роду Compsognathus longipes досягали розмірів курки. Вони жили близько 150 млн років тому протягом Титонського віку пізнього Юрського періоду на території сучасної Європи. Палеонтологи знайшли дві добре збережені скам'янілості: одні у Німеччині у 1850-х роках, іншу — у Франції у 1972 році. C. longipes є єдиним визнаним видом, хоча знайдені у Франції більші рештки деякий час вважались окремим видом C. corallestris.
У багатьох публікаціях компсогнати досі описуються як динозаври «розміром з курку» через розмір німецького екземпляра, який, як вважають зараз, був ще дитинчам. Compsognathus longipes — один з небагатьох видів динозаврів, чий раціон достеменно відомий: у черевах обох екземплярів збереглися рештки маленьких, спритних ящірок. Зуби, знайдені в Португалії, можуть бути черговими викопними рештками цього виду.
Хоча компсогнат не був визнаний таким під час свого відкриття, він є першим тероподом, відомим за досить повним викопним скелетом. До 1990-х років він був найменшим з відомих нелітаючих динозаврів, хоча у XIX столітті його помилково називали найближчим родичем археоптерикса. Він був першим динозавром, якого було зображено з пір'ям (робота Томаса Генрі Гакслі 1876 року).

## Опис

### Зовнішній покрив
Деякі родичі компсогната, а саме синозавроптерикс і синокалліоптерикс, збереглися із залишками примітивного пір'я, що вкриває тіло, як хутро, що спонукало деяких вчених припустити, що компсогнат міг бути оперений подібним чином. Тому на багатьох зображеннях компсогнатів вони зображені вкриті пуховим протопір'ям. Однак, на відміну від археоптериксів, знайдених у тих самих відкладеннях, у скам'янілостях Compsognathus не збереглося жодного пір'я чи пір'яподібного покриву.

## У популярній культурі
Комсогнатус — один з найпопулярніших динозаврів. Довгий час вважався унікальним через свій невеликий розмір, який зазвичай порівнюють з розміром курки. Ці тварини з'являлися у франшизі «Парк Юрського періоду»: у фільмах «Загублений світ», «Парк Юрського періоду III», «Світ Юрського періоду 2» та «Домініон», а також у серіалі «Табір Крейдяного періоду». У фільмі «Загублений світ: Парк Юрського періоду» один з персонажів неправильно ідентифікує вид як «Compsognathus triassicus», поєднуючи родову назву Compsognathus longipes зі специфічною назвою Procompsognathus triassicus, віддалено спорідненого дрібного хижака, що фігурує в романах про Парк Юрського періоду.